# Głęboka (Biecz)
Głęboka ist eine Ortschaft mit einem Schulzenamt der Gemeinde Biecz im Powiat Gorlicki der Woiwodschaft Kleinpolen in Polen.

## Geographie

Głęboka ist der östlichste Ort der Gemeinde Biecz

Der Ort liegt im Osten des Gorlice-Beckens. Die Nachbarorte sind die Stadt Biecz im Westen, Grudna Kępska im Norden, Kunowa im Osten, Harklowa im Südosten, sowie Wójtowa im Süden.

## Geschichte
Der Ort Glamboka am Fluss Grodna wurde im Jahr 1369 laut einem Gründungsprivileg Kasimirs des Großen nach Deutschem Recht auf 20 fränkischen Hufen in einem Wald gegründet (per extirpationem nemorum limpidius). Der Gründer und der erste Schulz war Nicolaus aus der Stadt Nysa (Neisse) in Schlesien. Der Ortsname, früher auch Gla(m)bokye (1424), Glamboczsko (1443), Kulamboka (1515), ist vom Adjektiv głęboki (tief) abgeleitet und eine Flächensenkung bezeichnet.
Der Ort gehörte zunächst zur Starostei von Biecz im Königreich Polen (ab 1569 in der Adelsrepublik Polen-Litauen), Woiwodschaft Krakau, Kreis Biecz. Bei der Ersten Teilung Polens kam Głęboka 1772 zum neuen Königreich Galizien und Lodomerien des habsburgischen Kaiserreichs (ab 1804). Ab dem Jahr 1855 gehörte Głęboka zum Bezirk Gorlice.
1918, nach dem Ende des Ersten Weltkriegs und dem Zusammenbruch der k.u.k. Monarchie, kam Głęboka zu Polen. Unterbrochen wurde dies nur durch die Besetzung Polens durch die Wehrmacht im Zweiten Weltkrieg.
Von 1975 bis 1998 gehörte Głęboka zur Woiwodschaft Krosno.